# Freier Gelenkkörper
Ein Freier Gelenkkörper (lateinisch: Corpus liberum, Plural Corpora libera), auch Arthrolith (altgriechisch ἄρθρον árthron, deutsch ‚Gelenk‘ und λίθος lithos, deutsch ‚Stein‘) oder Gelenkmaus (lat. Mus articularis) ist ein aus Knorpel, Knochen oder der inneren Gelenkhaut (Synovialis) bestehender, frei beweglicher Körper in einem Gelenk.
Bei einer so genannten Gelenkmaus besteht keinerlei Verbindung zum Ablöseherd – die Gelenkmaus kann sich frei im Gelenk bewegen. Je nach Größe und Lage einer Gelenkmaus kann es zu Einklemmungen und Gelenkblockierungen kommen. Das Leitsymptom der Einklemmung, oft unter plötzlich auftretender absoluter Gelenksperre, nennt man auch „Maussymptom“. Gelenkmäuse können klinisch stumm sein oder Geräusche (Krepitation) verursachen oder auch spontan auftretende schießende Schmerzen verursachen.
Ist ein Gelenkkörper nicht völlig frei, sondern durch Narbengewebe an der Gelenkkapsel oder an anderen Strukturen verhaftet, spricht man hingegen von einem Corpus pendulans. Gelenkkörper können durch die Aktivität von Chondroblasten bzw. Osteoblasten größer werden; umgekehrt können sie durch die Aktivität von Osteoklasten bzw. Chondroklasten kleiner werden.

## Ursachen
Als Ursache der Ablösung kommen in Frage:
- unmittelbare Gelenkverletzungen (z. B. Knorpel- oder Knochenabsprengung, Abscherung von Kapselteilen, eingeschlagene Meniskusrisse, Bänderriss)
- mittelbare Gelenkverletzungen
- Entzündungen und degenerative Prozesse (z. B. Synovialitis, Osteoarthritis mit Abstoßung von Gelenkkörperteilen, Osteochondrosis dissecans)
- krankhafte Wucherungen und Tumoren der Gelenkhaut (z. B. Osteochondromatosis articularis, Lipome, Chondromatose, Fibrome, Osteome)
- Fehlbildungen der Strukturen
- Eindringen von Fremdkörpern

Gelenkflächendefekte, die durch die Gelenkmäuse entstanden sind, nennt man auch „Mausbett“. Besonders häufig ist das Kniegelenk betroffen.
Eine Gelenkmaus kann durch Röntgenbild, Kernspintomographie oder Arthroskopie diagnostiziert werden.

## Behandlung
Symptomatische freie Gelenkkörper können operativ entfernt werden. Meist geschieht dies über eine minimal-invasive Operation (Arthroskopie). Liegt die Ursache für den freien Gelenkkörper in einem Gelenkschaden, wird während der Arthroskopie ggf. auch dieser behandelt.
Liegen Knorpelschäden vor, kann neben einer medikamentösen Behandlung auch eine Knorpel-Knochen-Transplantation (Osteochondrale Transplantation) oder eine Knorpel-Knochen-Anbohrung durchgeführt werden.
Frühzeitig nach der Operation kommen Physiotherapie bzw. Krankengymnastik zum Einsatz.